# Río Pichanas
Río Pichanas är ett vattendrag i Argentina.   Det ligger i provinsen Córdoba, i den centrala delen av landet, 800 km nordväst om huvudstaden Buenos Aires.
Omgivningarna runt Río Pichanas är i huvudsak ett öppet busklandskap. Runt Río Pichanas är det glesbefolkat, med 10 invånare per kvadratkilometer.